# Daddy Yankee
Ramón Luis Ayala Rodríguez född 3 februari 1977, känd under artistnamnet Daddy Yankee, är en puertoricansk sångare, låtskrivare, rappare, skådespelare och skivproducent. Ayala föddes i Río Piedras i Puerto Rico och växte upp i stadsdelen Villa Kennedy. Daddy Yankee myntade ordet Reggaeton 1994 för att beskriva den nya musikgenren som utvecklades i Puerto Rico. Han är känd som "Kungen av Reggaetón" av både musikkritiker och fans.

## Diskografi

### Studio
- No Mercy (1995)
- El Cangri.com (2002)
- Barrio Fino (2004)
- El Cartel: The Big Boss (2007)
- Mundial (2010)
- Prestige (2012)
- El Disco Duro (2020)
- Legendaddy (2022)

### Live
- 2005: Ahora le Toca al Cangri! Live
- 2005: Barrio Fino en Directo
- 2020: 2K20

### Övriga
- 1997: El Cartel de Yankee
- 2001: El Cartel II: Los Cangris
- 2003: Los Homerun-Es De Yankee
- 2006: Salsaton "Salsa Con Reggaetón" (Salsatón: Salsa con reggaetón)
- 2008: Talento de Barrio
- 2013: King Daddy